# Frutiger Aero

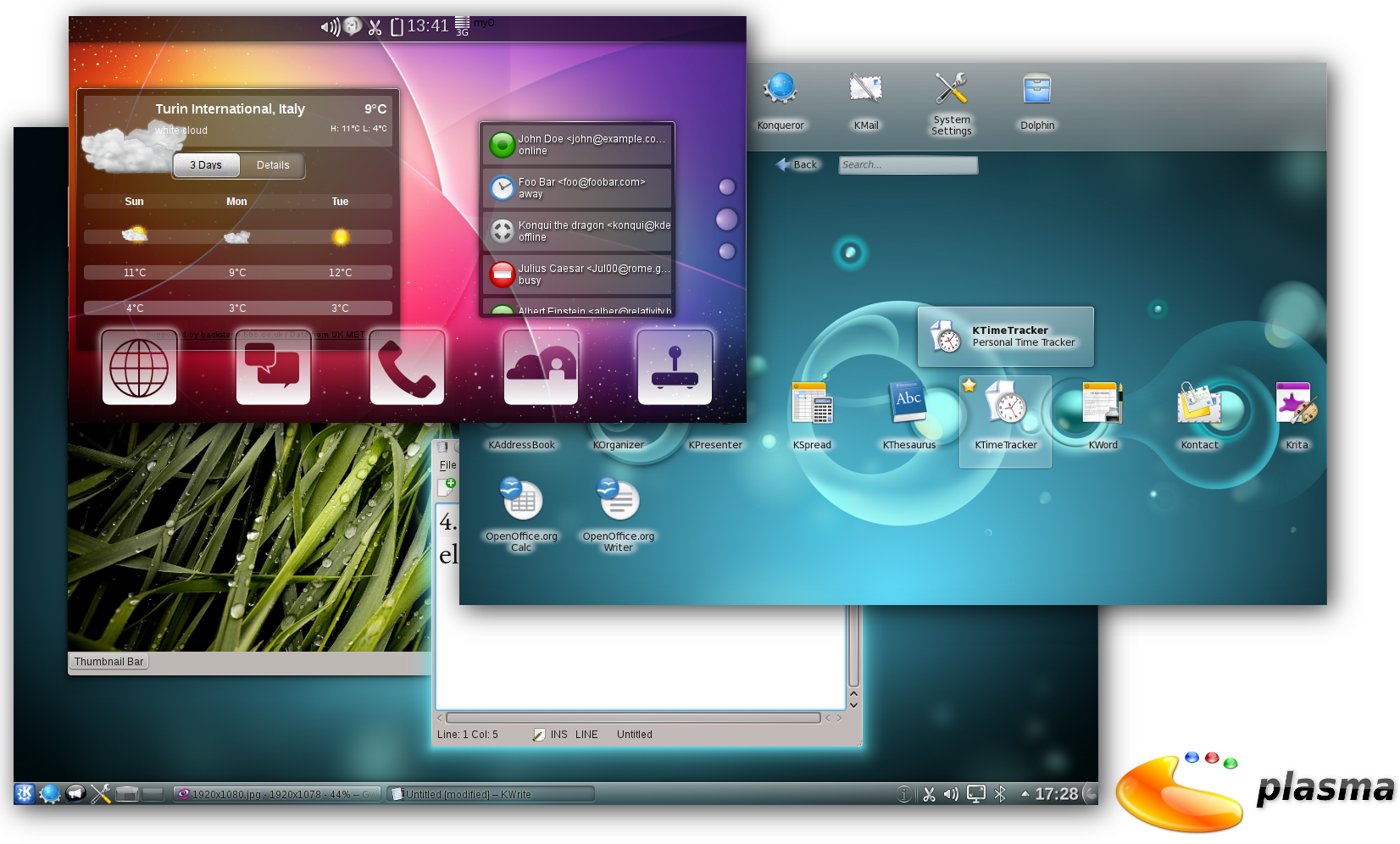
Пример стиля: KDE 4

Frutiger Aero — футуристическое направление в графическом дизайне, господствовавшее с середины 2000-х годов до начала 2010-х годов. Это направление часто ассоциируется с Web 2.0. Само название Frutiger Aero возникло в конце 2010 — начале 2020-х, когда стиль давно вышел из моды, но на него стали обращать внимания интернет-сообщества, посвящённые ностальгической эстетике и ретрофутуризму.

## Характеристика

Эффект «мокрого пола»

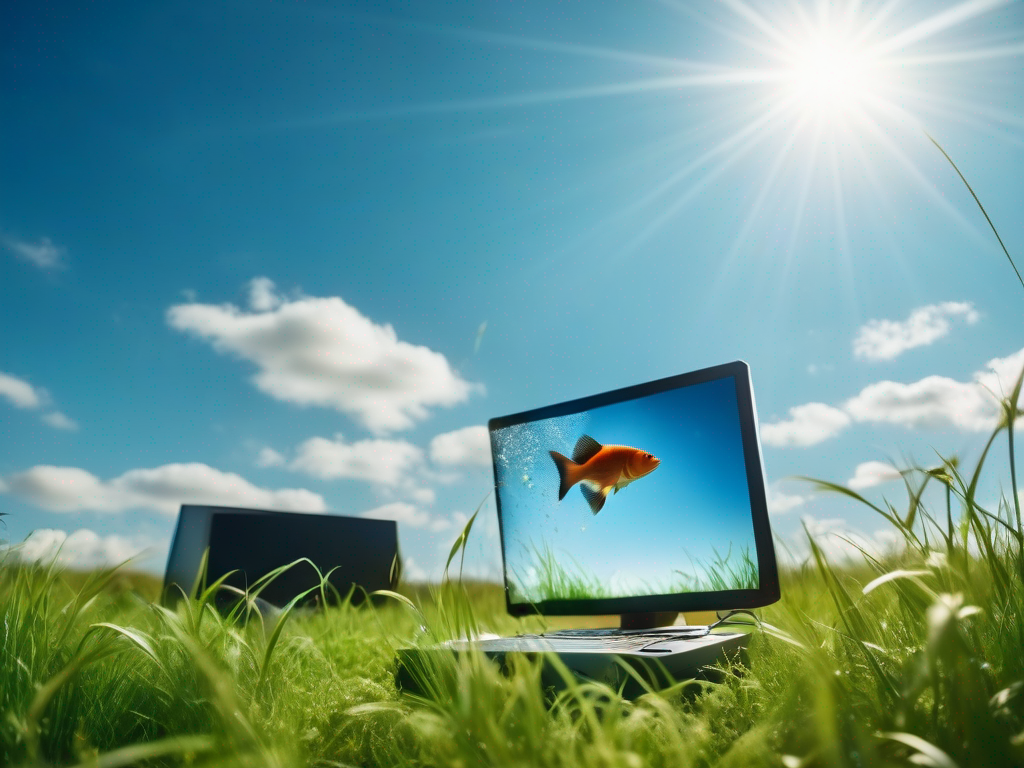
Коллаж на характерную для Frutiger Aero тему встречи техники и живой природы

Основные черты данного стиля:
- Скевоморфизм в компьютерных интерфейсах[2];
- Глянцевые поверхности;
- Яркие, насыщенные цвета, преимущественно синий и зелёный[2], эффекты прозрачности, градиенты, блики, «мокрый пол»;
- Преобладание гуманистических гротесков в типографике, таких как Frutiger. При этом средства типографики используются достаточно скудно, дизайнеры избегают больших объёмов текста и крупных кеглей;
- Плавные, скруглённые формы, избегание углов;
- Фотоколлажи, как правило без конкретного сюжета, с элементами сюрреализма и гиперреализма. Преобладают мотивы воды, неба, живой природы, аквариумов,  мыльных пузырей, северного сияния, а также абстрактные фигуры. Кроме того, в этих коллажах природа соседствует с высотными зданиями, солнечными панелями, ветряками и компьютерами;
- Для стиля характерен оптимизм, гуманизм, утопизм, мысль о возможности гармоничного сосуществования природы и технологий, вера в светлое будущее человечества.

## Происхождение
Появление данного стиля связано с развитием компьютерной графики в конце XX века: экран компьютера потребительского уровня наконец мог отображать достаточное количество цветов, чтобы добиться плавных цветовых переходов, эффектов глянца и текстурной поверхности, хотя пространственное разрешение всё ещё невелико. Также становятся доступными графические редакторы, способные реализовать эти возможности.
Не менее важным идеологическим принципом стиля стал скевоморфизм. Его задача состояла в том, чтобы преодолеть отношение к компьютерным технологиям как к чему-то сложному и требующему осторожного обращения. Скевоморфизм и не был изобретением 2000-х годов, наиболее яркий пример — выпущенная в 1995 году программная оболочка Microsoft Bob, а в ещё большей степени — вышедшая годом ранее среда Packard Bell Navigator. Но в 2000-е технологии позволили изображать предметы из реального мира не в схематичной, а в реалистичной или даже гиперреалистичной манере, причём не только в статичном виде как изображение, но и в динамике за счёт плавной анимации и проработанных схем взаимодействия частей объектов и их реакции на действия пользователя. Также этому способствовали сенсорные экраны с применением технологии «мультитач».
Во многом стиль развился из течения в дизайне, которое позже назовут «стилем Y2K» (Y2K — одно из обозначений 2000 года). Грань между Y2K и Frutiger Aero достаточно размыта, прежде всего Y2K основан на более примитивной компьютерной графике, тяготеет к «холодным» оттенкам, хрому, строгим линиям и техногенным сюжетам. Кроме того, Frutiger Aero применялся более широко, чему способствовали крупные корпорации, такие как Apple, Sony и Microsoft.
Одним из первопроходцев этого стиля стала компания Apple, представившая в конце 2000 года первые версии новой операционной системы OS X, в интерфейсе которой использовалось большое количество эффектов глянца и текстурированных поверхностей (хотя из-за использования в основном холодных оттенков его часто относят к Y2K), но в большей степени — в интерфейсе iPhone с первых моделей и до версии iOS 6 включительно. Этот стиль также популяризировали консоли Nintendo DS, PlayStation Portable и Xbox 360. Окончательно стиль оформился в ОС Windows Vista и Windows 7, с которыми по большей части он ассоциируется.
Само название Frutiger Aero появилось в конце 2010-х как осмысление эстетики тех лет. Впервые его использовала в 2017 году Софи Ли в группе «Consumer aestetics research institute». До этого фигурировали такие названия, как «глянцевый Web 2.0» и «стиль скевоморфизма».

## Распространение

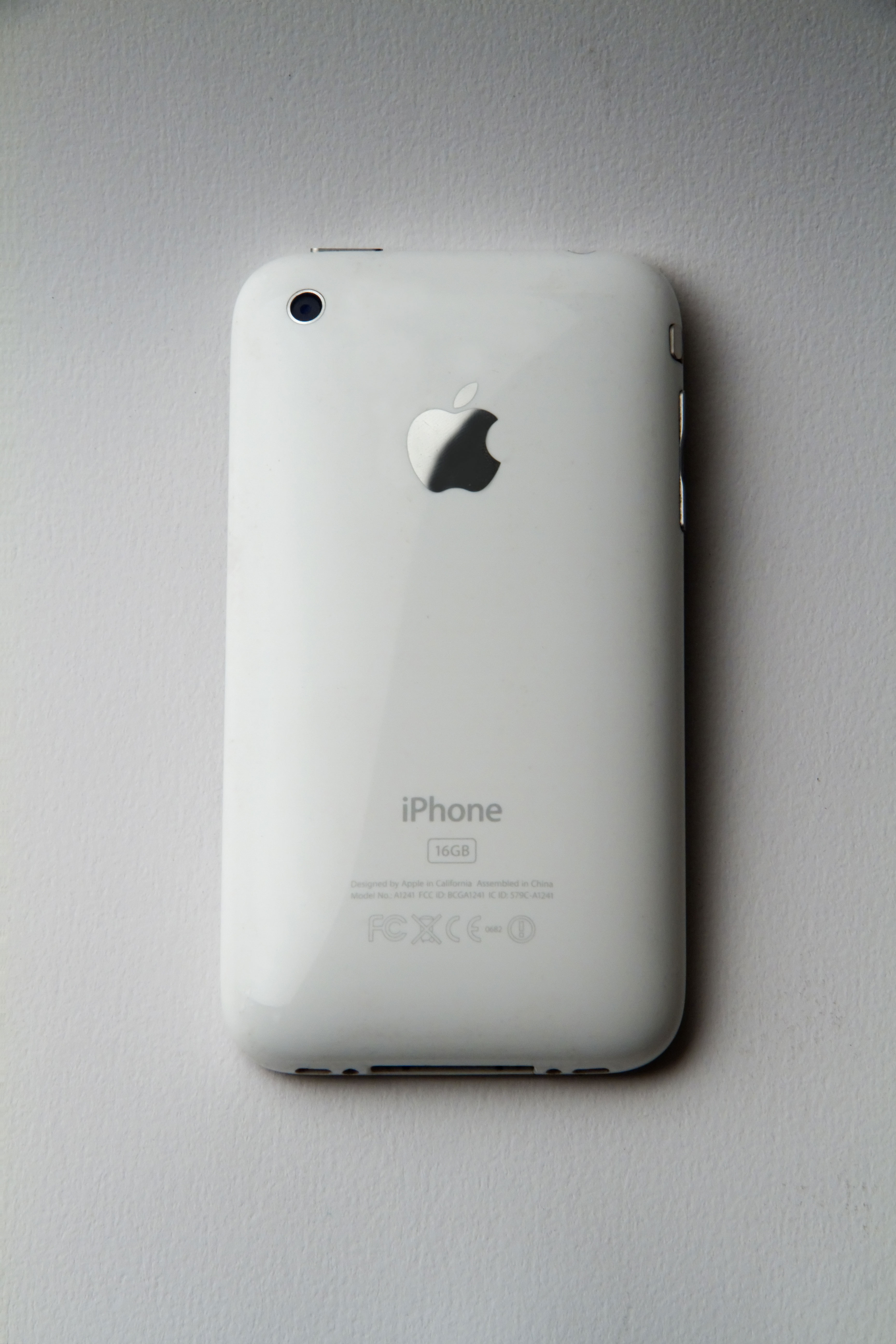
iPhone 3G

Frutiger Aero в основном можно встретить в компьютерных интерфейсах, веб-дизайне, полиграфии, промышленном дизайне, логотипах, рекламе и корпоративном стиле. В этом стиле часто были выполнены различные казуальные игры, например Fruit Ninja, но встречались и достаточно крупнобюджетные проекты: Portal, Mass Effect, Spore. В кино и анимации можно отметить такие проекты, как «Аватар» и «ВАЛЛ-И».
Также некоторое распространение стиль приобрёл в дизайне интерьеров, преимущественно торговых центров, офисов и коммерческих клиник. Применение Frutiger Aero в интерьере характеризуется стеклянными панно с характерными для стиля мотивами, а также мебелью, в которой белый цвет сочетается с элементами ярких насыщенных цветов — синего, зелёного, оранжевого.

Примеры
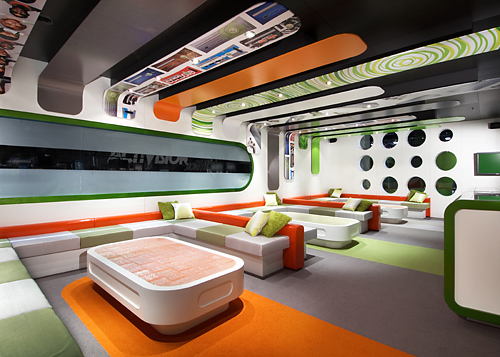
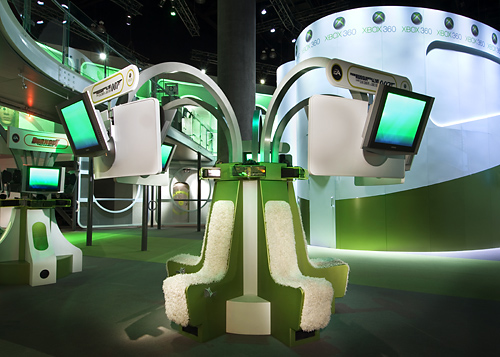
Интерьеры стенда XBox 360 на E3
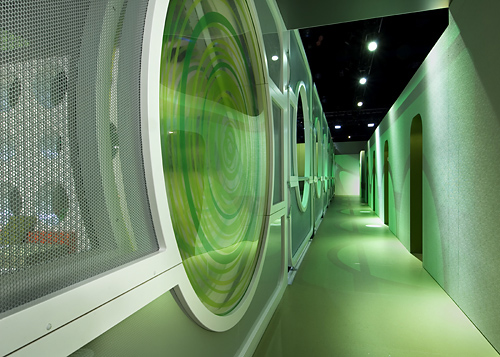
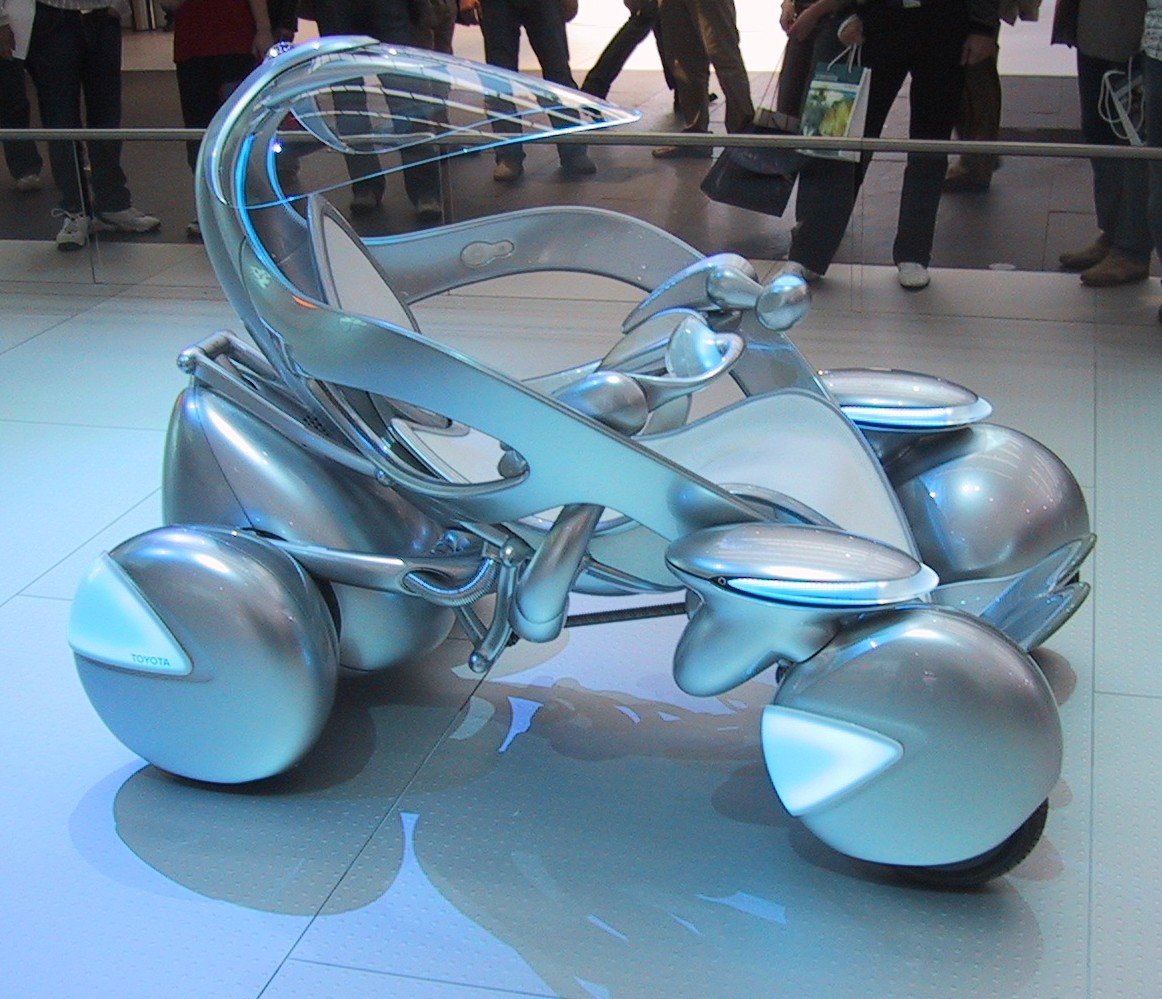
Концепт транспортного средства Toyota i-unit[англ.]
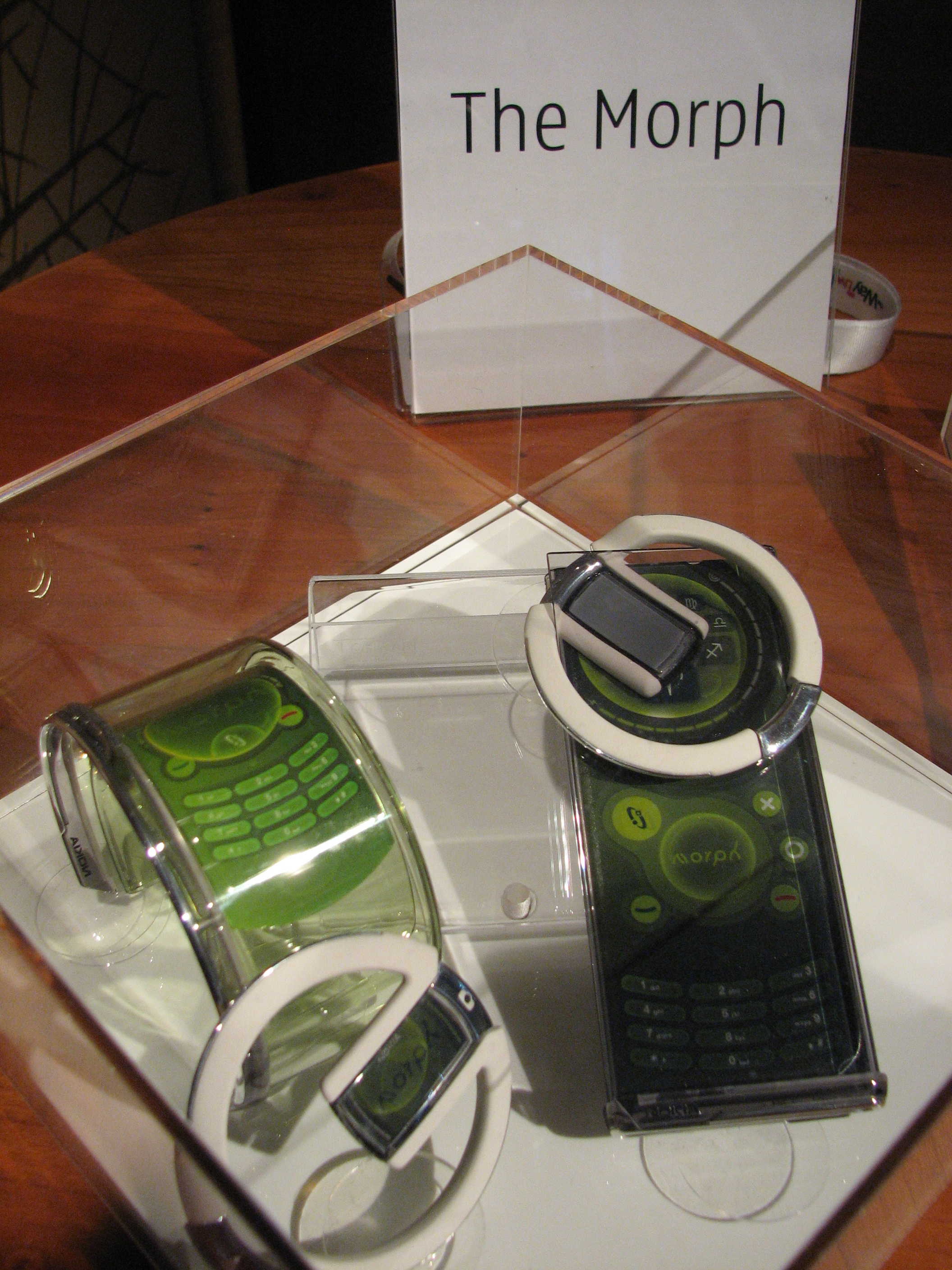
Концепт гибкого мобильного телефона Nokia Morph

## Закат стиля и ностальгическое возвращение
К началу 2010-х годов стиль стал терять популярность, воспринимаясь как излишне вычурный. Работы в этом стиле получали ироничную характеристику «карамельная графика». Среди причин, способствовавших выходу стиля из моды, можно назвать развитие средств веб-типографики, возродившее интерес к швейцарскому стилю, рост разрешения экранов и требования адаптивной вёрстки. Подход с вёрсткой статических макетов в растровых графических редакторах плохо работал при создании отзывчивых приложений и сайтов, а плоский стиль позволял отказаться от него. В 2010 году вышла ОС Windows Phone, выполненная в новом дизайн-коде «Metro», который позже был применён к «настольной» ОС Windows 8. Окончательный выход стиля из моды связывают с выпуском iOS 7, в которой также отказались от повсеместного применения скевоморфизма и световых эффектов с целью улучшения масштабирования на экранах высокого разрешения, а также улучшения производительности. На смену Frutiger Aero пришёл плоский дизайн.
В начале 2020-х годов на этот стиль обращают внимание интернет-сообщества, посвящённые ретрофутуризму и ностальгической эстетике. Стиль Frutiger Aero стал восприниматься как память о тех временах, когда будущее виделось счастливым, а угрозы, с которыми столкнулось общество в 2020-е, были не столь очевидными либо казались легко преодолимыми. Стиль воспринимается двояко. С одной стороны, его характеризуют как «будущее, которое мы потеряли», задавая вопрос, как люди от такого будущего пришли к настоящему 2020-х. Согласно другой точке зрения, этот стиль — своеобразная «визуальная лоботомия», когда корпорации — основные проводники стиля — отвлекали людей от реальных проблем, создавая проекцию яркой утопии, будущего, которого не могло быть, и убеждали всех, что это есть реальное будущее, которое наступит очень скоро.